# Fauna Europaea
Fauna Europaea este un proiect (EVRI-1999-20001) finanțat de către Comisia Europeană pentru o perioadă de 4 ani (1 martie 2000-1 martie 2004) cu titlul de cel de-al cincilea program-cadru (5PC). Fauna Europaea a adunat o bază de date ale numelor științifice și a distribuției tuturor ființelor vii multicelulare europene ale pământului și ale animalelor de apă dulce.
Experții în materie de taxonomie au furnizat date ale tuturor speciilor actualmente cunoscute în Europa. Aceste date au constituit o vastă bază de date, care va fi accesibilă întregii lumi. Universitatea din Amsterdam a coordonat acest proiect, asistat de Universitatea din Copenhaga și Muzeul National de Istorie Naturală din Paris. Fauna Europaea va furniza o bază de date unice de referință pentru numeroase grupe științifice, guvernamentale, industriale, de conservare a comunității și a programelor de educare.
Cu toate acestea, proiectul de Fauna Europaea nu constituie o autoritate taxonomică pentru toate grupele de organisme, pentru că taxonomia este în continuă evoluție și sistemele taxonomice sunt în permanentă schimbare, ca urmare a introducerii unor aspecte moderne de cercetare. În același timp, se constată chiar și în prezent, că acest proiect a adoptat unele clasificații vechi și nerecunoscute de specaliști, ale unor grupe de diptere (Sarcophagidae, Calliphoridae, Bengaliidae etc.), care nu au nici o justificare științifică și nu țin cont de rezultatele științifice ale unei întregi pleiade de savanți de renume mondial. 